# Sighetu Marmației
Sighetu Marmației ([ˌsiɡetu marˈmat͡si.ej], [ˈmaːrɒmɒrossiɡɛt]ⓘ en húngaro: Máramarossziget) es una ciudad situada en el norte de Rumania, en el distrito Maramureș. Actualmente tiene una población de 41 220 habitantes.

## Historia
Habitada desde el período de Hallstatt, el área poblada se encuentra en el valle de Tisza, una ruta importante como el único acceso a la región montañosa y escasamente poblada. Después de 895 en el siglo X, el área se convirtió en parte del Reino de Hungría. La primera mención de un asentamiento se remonta al siglo XI, y la ciudad como tal se mencionó por primera vez en 1326. En 1352, era una ciudad real libre y la capital de Maramureș comitatus, a las afueras de Transilvania.
Después de la derrota en la Batalla de Mohács y la muerte de Luis II de Hungría, en la lucha que siguió por el trono húngaro, el reino se dividió en la Hungría Real de Habsburgo Fernando I del Sacro Imperio Romano Germánico y el Reino Húngaro Oriental de Juan I de Zápolya. Voivoda de Transilvania. En 1570 se formó el Principado de Transilvania, que incluía el condado de Maramureș. Transilvania, incluida Maramureș, se convirtió en un principado autónomo dentro del Imperio Otomano a partir de 1541. En 1711, el rey Carlos III devolvió el condado de Maramureș a su dominio húngaro.
Durante los primeros siglos del Reino de Hungría, los Vlachs y Rusyns se asentaron en el condado escasamente poblado y más tarde se formó una comunidad judía considerable a través de la inmigración y la ciudad se convirtió en un centro de vida cultural y política de estas comunidades. La comunidad judía fue dirigida por la familia Teitelbaum, un vástago del cual más tarde lideraría la actual comunidad Satmar jasídica.
En 1918 vio la disolución de la monarquía austrohúngara. El 22 de noviembre de 1918, en una asamblea de rumanos de Maramureş tuvo lugar en la plaza central de la ciudad, eligió un consejo nacional y decidió enviar una delegación a la Gran Asamblea Nacional en Alba Iulia, que votó la unión de Transilvania con Rumania y consiguiente establecimiento de la Gran Rumanía. Las potencias aliadas aceptaron las demandas rumanas y Transilvania, incluido el condado de Maramureş, fue formalmente cedida a Rumania en el Tratado de Trianón en 1920.
En 1919, seis escuelas rumanas abrieron en Sighet: una escuela secundaria para niños, una escuela secundaria para niñas, una escuela primaria para niños, un gimnasio comercial mixto y dos escuelas secundarias comerciales (una para niños y otra para niñas). El museo etnográfico Maramureș se inauguró en el palacio cultural en 1926. Durante el período de entreguerras, aparecieron más de veinte periódicos en la ciudad, así como una serie de críticas literarias. Como resultado del Segundo arbitraje de Viena de agosto de 1940 durante la Segunda Guerra Mundial, quedó bajo la administración húngara durante la guerra.
Una primera deportación de judíos de Sighet tuvo lugar en 1942. El segundo ocurrió después de la Pascua de 1944, de modo que en abril, el gueto de la ciudad contenía cerca de trece mil judíos de Sighet y los lugares vecinos de Dragomirești, Ocna Șugatag y Vișeu de Sus. Entre el 16 y el 22 de mayo, el ghetto fue liquidado en cuatro transportes, sus habitantes fueron enviados al campo de concentración de Auschwitz. Entre los deportados se encontraba el nativo de Sighet y futuro galardonado con el Premio Nobel de la Paz, Elie Wiesel. En 1947, había unos 2300 judíos en Sighet, incluidos los supervivientes y un número considerable de judíos de otras partes de Rumania. En 2002, la ciudad tenía veinte judíos residiendo.
El Tratado de París al final de la Segunda Guerra Mundial anuló los Premios de Viena, y Sighetu Marmației, administrado por Rumania desde octubre de 1944, regresó formalmente al país en 1947.
En 1948, el nuevo régimen comunista nacionalizó las fábricas de la ciudad, tres editoriales y bancos. En 1950, con los condados reemplazados por regiones, Sighet perdió su condición del centro administrativo. En 1960, comenzó la construcción de los barrios con bloques de apartamentos. En 1962 vio la apertura de una fábrica de procesamiento de madera (Combinatul de Industrializare a Lemnului). Al producir muebles y otros productos de madera, tenía más de seis mil empleados y jugó un papel importante en el desarrollo económico de la ciudad. Después de la Revolución rumana, gradualmente cayó en tiempos difíciles, con nueve empresas privadas empleando a unos 3500 en 2012. Un segundo empleador importante durante el período comunista fue la fábrica textil.
En mayo de 2014 se celebró una conmemoración en honor del 70 aniversario de las deportaciones en mayo de 1944. Los eventos incluyeron un concierto de Klezmer, servicios del sábado en la única sinagoga conservada, un servicio conmemorativo en el Monumento del Holocausto en el lugar de las deportaciones, así como una exposición sobre la vida en Sighet antes de las deportaciones. La exhibición contenía contribuciones de los supervivientes y sus familias. Además, se organizaron visitas al cementerio judío y al Museo del Holocausto ubicado en la casa de la infancia de Elie Wiesel. El 3 de agosto de 2018, el lugar de nacimiento de Wiesel fue vandalizado con pintadas antisemitas.

## Personajes famosos
- Elie Wiesel, escritor.
- Edmund Bordeaux Szekely — filólogo, filósofo y psicólogo húngaro.
- Géza Frid
- Simon Hollósy
- Monica Iagăr
- Alexandru Ivasiuc
- Amos Manor
- Gisella Perl
- Moshe Teitelbaum
- Yekusiel Yehuda Teitelbaum (II)
- Ben Weisner

## Galería

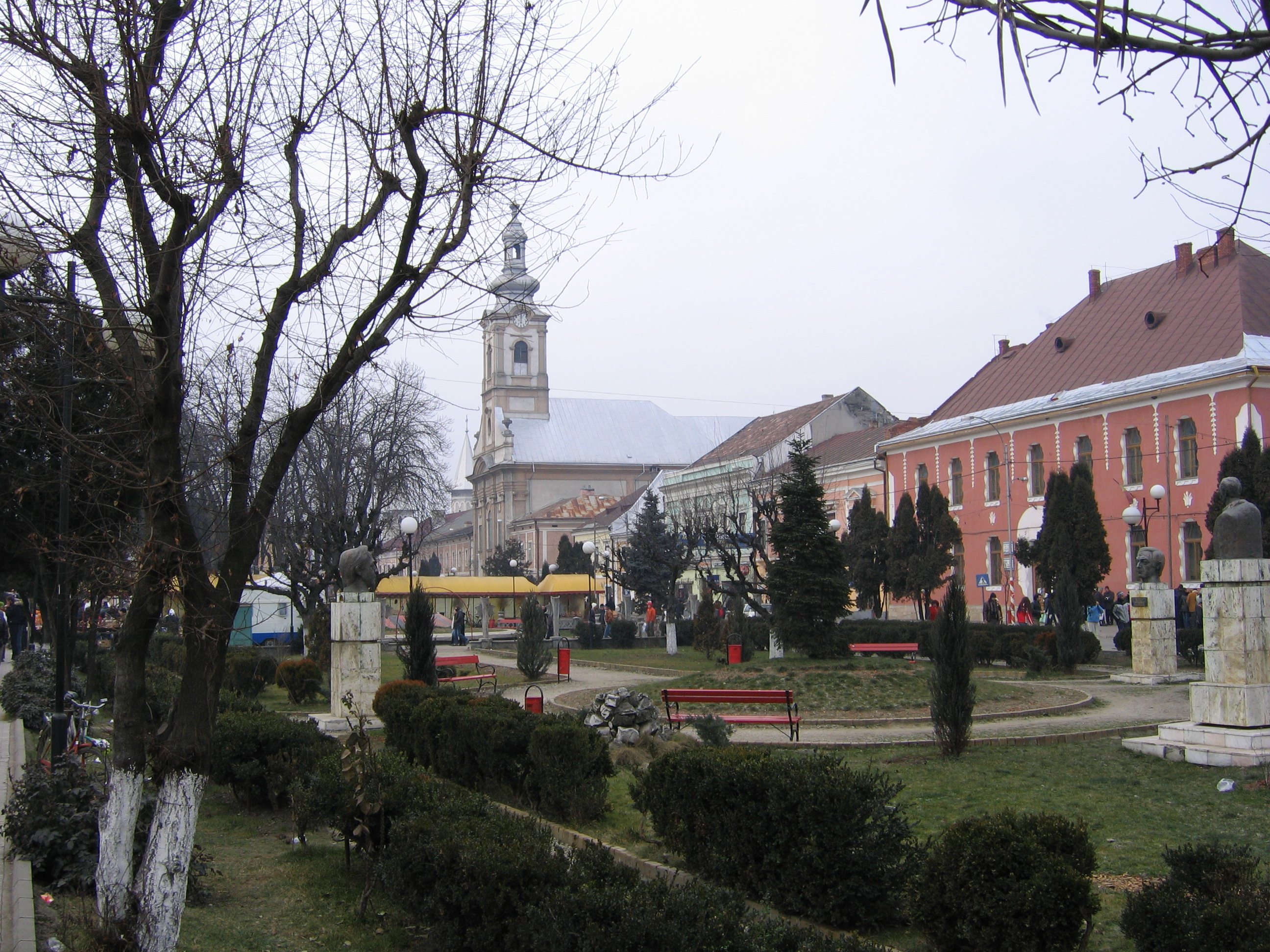
Centro de Sighetu Marmației
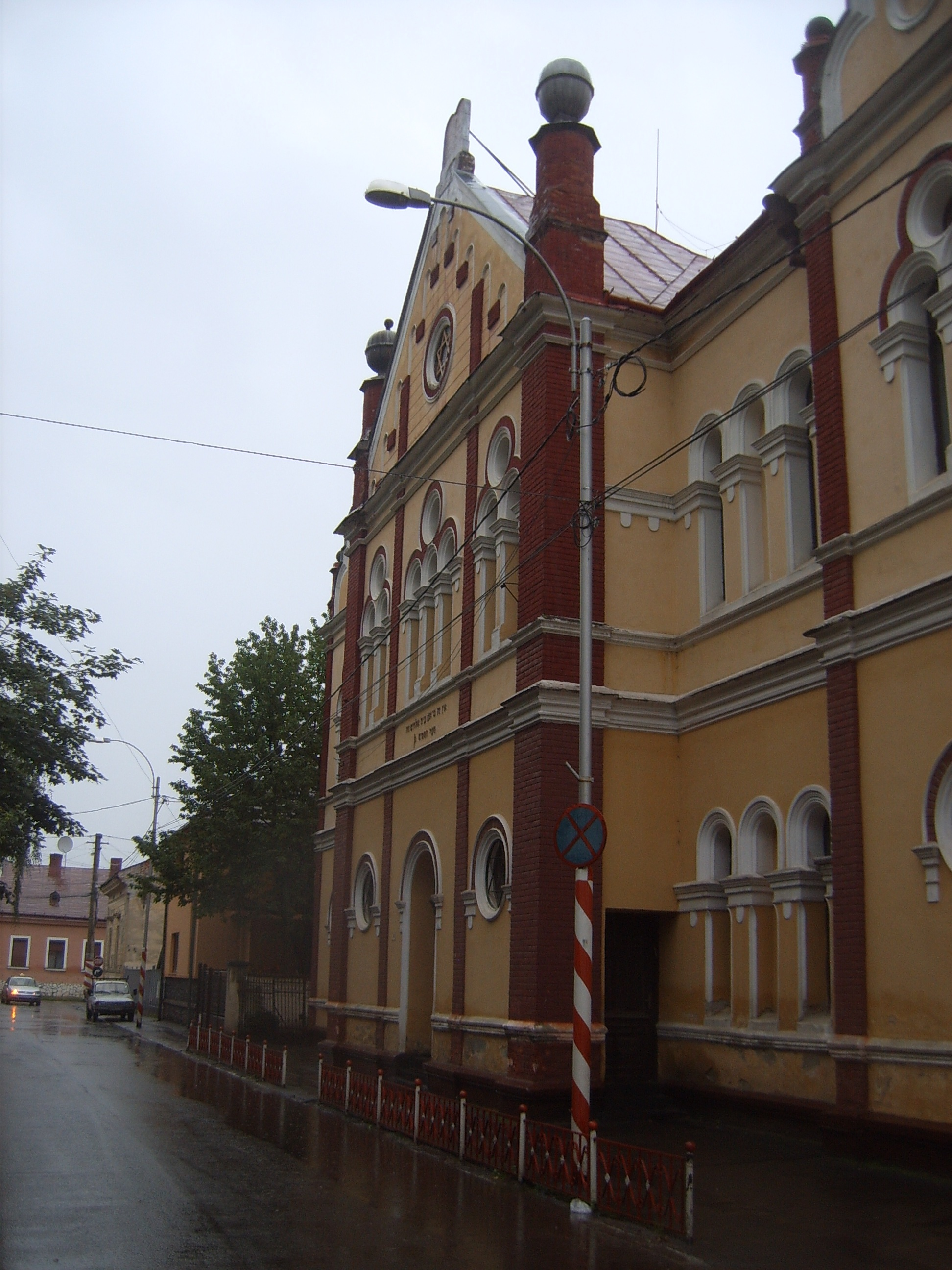
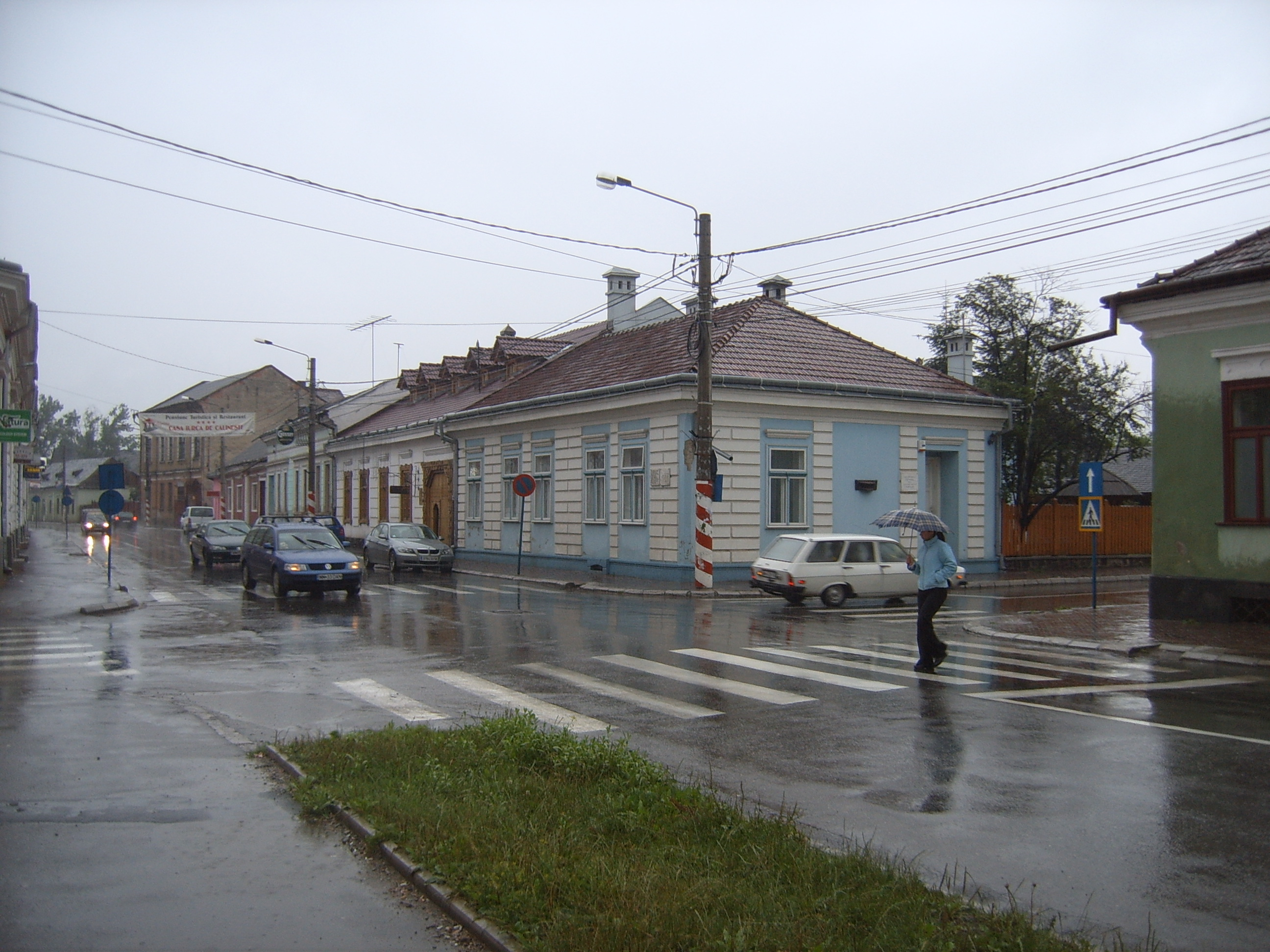
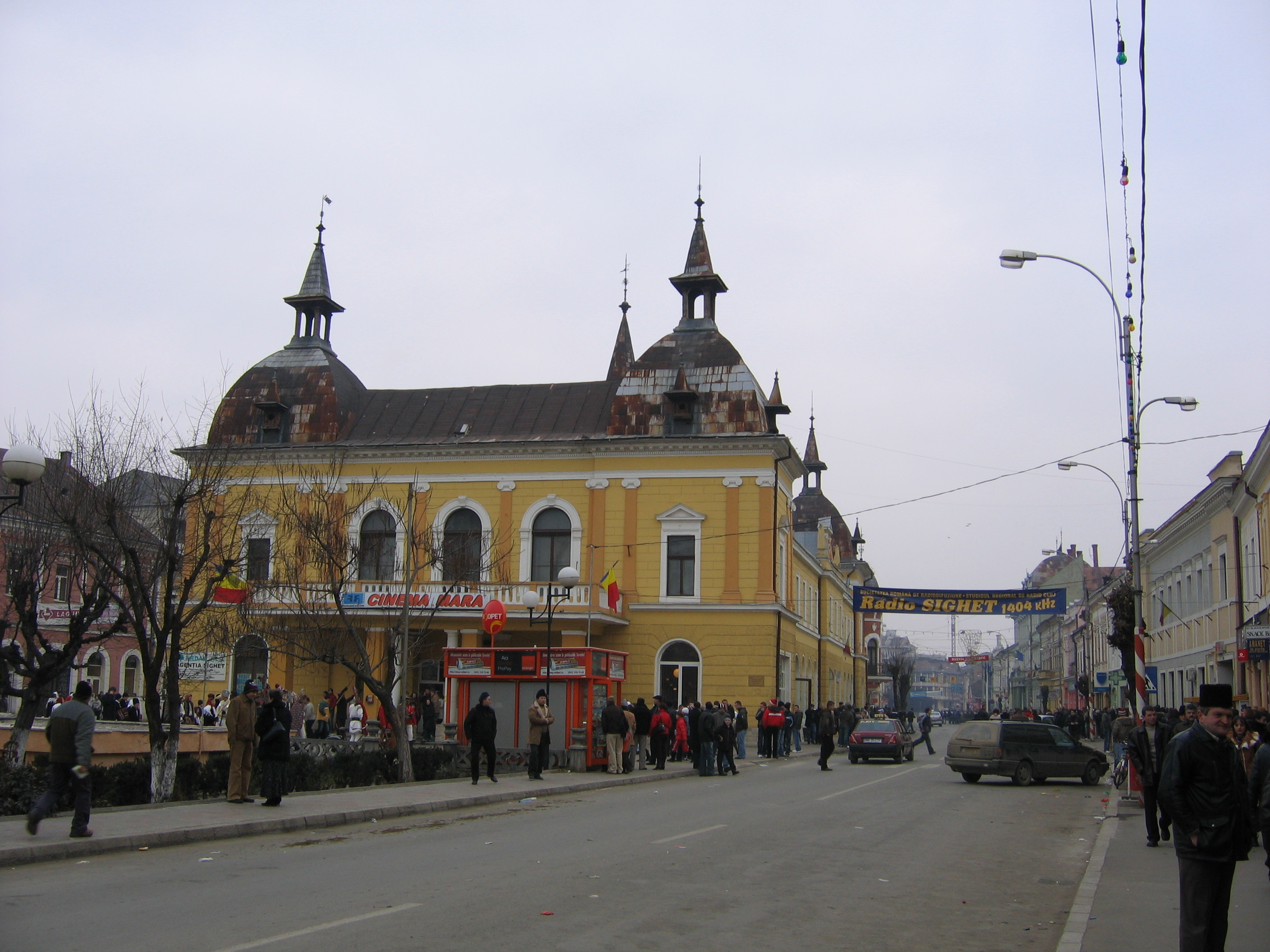
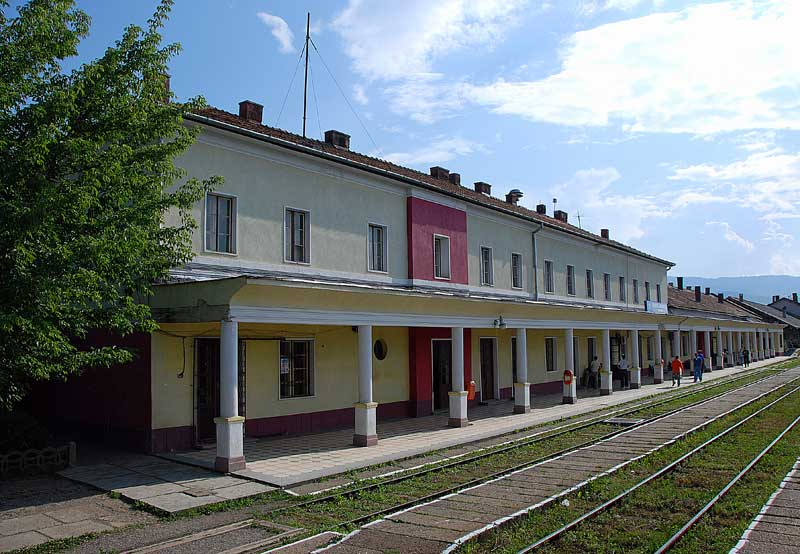

## Ciudades hermanadas
Sighetu Marmației mantiene un hermanamiento de ciudades con:
- Just, Zakarpatia, Ucrania.
- Kiryat Yam, Israel.
- Kolomyia, Ivano-Frankivsk, Ucrania.
- Nápoles, Campania, Italia.
- Oława, Baja Silesia, Polonia.